# Saitis barbipes
Saitis barbipes ist eine im europäischen Mittelmeerraum häufig anzutreffende Spinnenart aus der Familie der Springspinnen (Salticidae).

## Merkmale
Die Tiere erreichen eine Körperlänge von fünf bis sechs Millimetern. Die Männchen sind auffällig bunt und besitzen ein stark vergrößertes und dicht behaartes drittes Beinpaar. Es ist seitlich abgeflacht und lateral bis einschließlich des Metatarsus korallenrot gefärbt. An der oberen und unteren Kante befinden sich schwarze Haarfransen, die bis zum Metatarsus immer dichter werden. Der Tarsus ist dicht weiß behaart. Die anderen Beinpaare sind blass gelblich und schwärzlich geringelt. Das Prosoma ist dunkelbraun und oberhalb des Augenfeldes weißgrau behaart. Die Frontalaugen sind leuchtend smaragdgrün, dahinter liegt ein rot bis orange gefärbter Querstreifen, welcher an den Seiten bis zum hinteren Augenpaar reicht. Das Opisthosoma ist auf der Oberseite mit einem weißlichen Längsstreifen gezeichnet, der an den Seiten braun und schwarz eingefasst ist. Die Weibchen sind unauffällig gelbbraun gefärbt. Ihr Augenfeld ist dunkel. Das Opisthosoma ist auf der Oberseite mit einem seitlich dunkel eingefassten Längsband versehen, in dessen hinterem Bereich mehrere dunkle Winkelflecke liegen. Die Beine sind hellbraun und nahezu zeichnungslos.

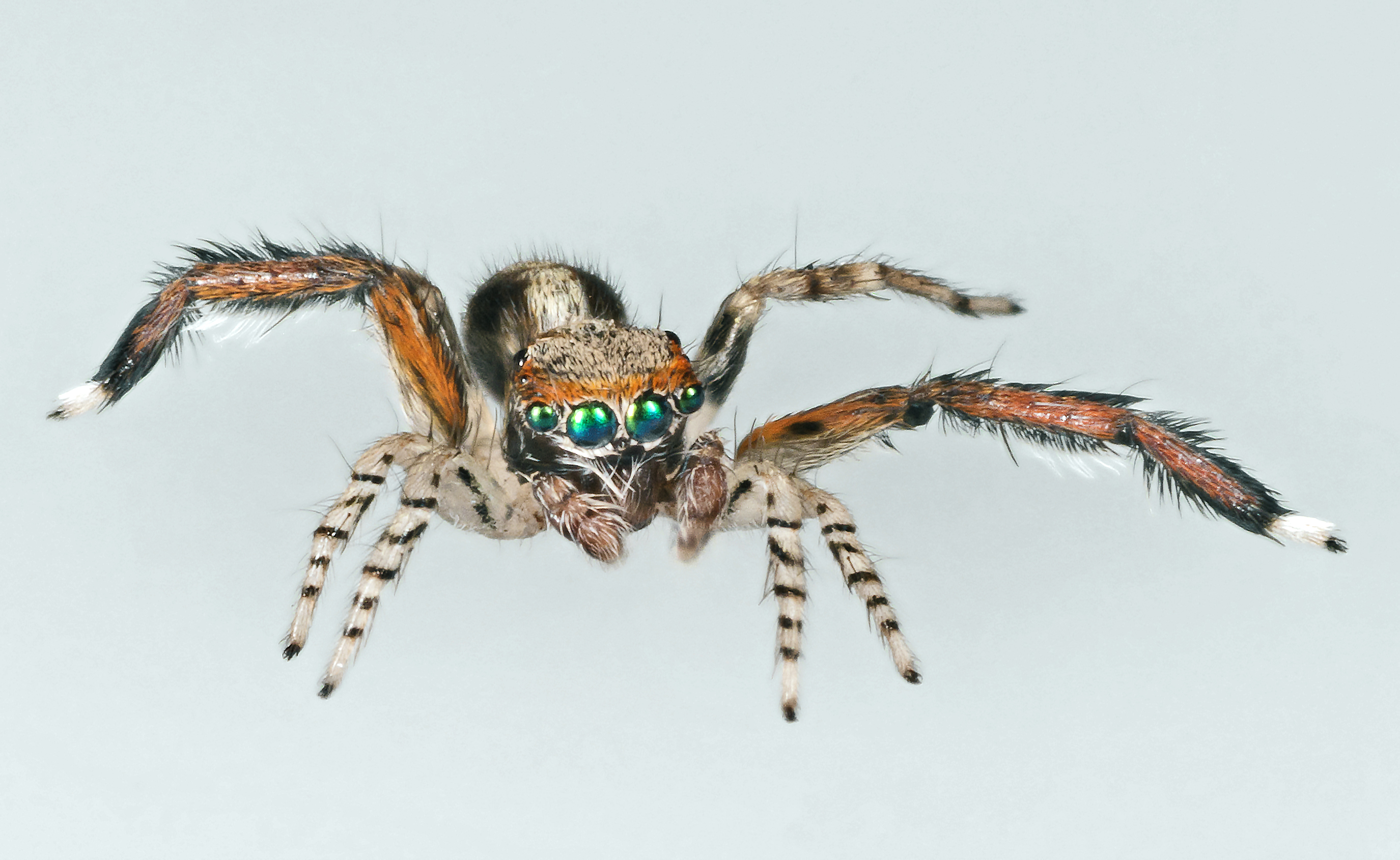
Saitis barbipes, balzendes Männchen

## Lebensweise
Saitis barbipes besetzt in ihrem Verbreitungsgebiet etwa die gleichen Lebensräume wie in Mitteleuropa die Mauer-Zebraspringspinne (Salticus scenicus).
Bei Störung heben die Männchen das auffällige dritte Beinpaar um den Gegner zu verwirren. Während der Balz winken die Männchen mit dem stark vergrößertem Beinpaar, um die Aufmerksamkeit des Weibchens zu erregen. Geschlechtsreife Tiere können ganzjährig angetroffen werden.

## Vorkommen
Saitis barbipes ist im europäischen Mittelmeergebiet weit verbreitet, die Verbreitung reicht nach Norden bis zum südlichen Alpenrand. Die Tiere besiedeln Felsen und Steinschutthalden. Im Siedlungsbereich wird die Art häufig an Mauern und Hausfassaden sowie in Gebäuden angetroffen.

## Name
Der Artname ist aus dem Lateinischen abgeleitet und bedeutet „bärtiger Fuß“.